# MV A1C William H. Pitsenbarger (T-AK-4638)
Le MV A1C William H. Pitsenbarger est un navire porte-conteneurs construit en France en 1983 qui a porté ce nom durant son service pour les forces armées des États-Unis.

## Histoire
Naviguant pour la compagnie Delmas, il portait à l'origine le nom de Thérèse Delmas.
Le navire est affrété par le Military Sealift Command de 2001 à 2008. Sous le nom de MV A1C William H. Pitsenbarger , il est exploité par la Red River Shipping Corp. de Rockville (Maryland). Le navire peut transporter l'équivalent de 885 conteneurs de marchandises et possède cinq grues de déchargement. Il a été nommé en l'honneur de William H. Pitsenbarger, un héros de l'United States Air Force.
Il est alors chargé de transporter des munitions et opère depuis la base américaine de Diego Garcia comme soutien logistique aux opérations militaires américaines du pourtour de l'océan Indien.
Le MV A1C William H. Pitsenbarger  est rendu à disposition de son propriétaire en août 2008. Il porte depuis le nom de Black Eagle.